# Province de Manuel María Caballero
La province de Manuel María Caballero est une des 15 provinces du département de Santa Cruz, en Bolivie. Son chef-lieu est la ville de Comarapa.
La province a une superficie de 2 310 km2.
Sa population s'élève à 21 798 habitants en 2005.

## Divisions administratives
La province est divisée en deux municipalités et onze cantons.
- Saipina.
- Comarapa.